# متیاری
متیاری (به انگلیسی: Matiari) یک شهر در پاکستان است که در ایالت سند واقع شده‌است.